# Zaferhamit, Çifteler
Zaferhamit là một xã thuộc huyện Çifteler, tỉnh Eskişehir, Thổ Nhĩ Kỳ. Dân số thời điểm năm 2011 là 243 người.